# Real Madrid Club de Fútbol
Real Madrid Club de Fútbol je španski nogometni klub iz Madrida. Je najbolj uspešen španski nogometni klub v zgodovini s 36 naslovi španskega prvaka.  
Ustanovljen 6. marca 1902 kot Madridski nogometni klub, je že od začetka tradicionalno nosil domač beli komplet. Beseda real je španska beseda za »kraljevsko« in jo je klubu leta 1920 skupaj s kraljevo krono v emblemu podaril kralj Alfonso XIII. Moštvo je od leta 1947 v središču Madrida igralo domače tekme na stadionu Santiago Bernabéu z zmogljivostjo 81.044 zmogljivosti. Za razliko od večine evropskih športnih subjektov so člani Real Madrida (socios) v svoji zgodovini v lasti in upravljali klub.
Klub naj bi bil leta 2019 vreden 3,8 milijarde evrov, bil pa je drugi najbogatejši nogometni klub na svetu, z letnim prihodkom v 2019, ki je znašal: 757,3 milijona evrov. Real je ena izmed najbolj podprtih ekip na svetu. Real Madrid je eden od treh ustanoviteljev La Lige, ki od začetka leta 1929 še nikoli niso izpadli iz La Lige, skupaj z Athletic Bilbaom in Barcelono. Klub ima veliko dolgoročnih rivalstev, predvsem El Clásico z Barcelono in El Derbi z Atlético Madrid.
Real Madrid se je vse od 50. let 20.stoletja postal eden izmed najmočnejših klubov na svetu. Ta uspeh je bil pokazan v ligi, ki jo je klub v sedmih letih osvojil petkrat. To ekipo, v kateri so bili Alfredo Di Stéfano, Ferenc Puskás, Francisco Gentoin Raymond Kopa, nekateri v športu štejejo za največje moštvo vseh časov.
V domačem nogometu je klub osvojil 66 pokalov; rekordnih 36 prvenstev naslovov, 19 španskih pokalov, 11 Superpokalov, 1 pokal Eva Duarte, in 1 Copo de la Ligo. in v svetovnih tekmovanjih je Real Madrid osvojil rekordnih 26 pokalov; rekordnih 14 naslovov UEFE Lige prvakov, dveh pokalov UEFA Evropa Lige in štirih UEFA super pokalov, prav tako tudi rekordnih 7 klubskih svetovnih prvenstev.

## 10 Najdražjih nakupov v zgodovini kluba
1. Eden Hazard iz Chelseaja: 115 mio. EUR
2. Jude Bellingham iz Borussie Dortmund: 103 mio. EUR
3. Gareth Bale iz Tottenhama: 101 mio EUR
4. Cristiano Ronaldo iz Manchester Uniteda: 94 mio. EUR
5. Aurelien Tchouameni iz Monaca: 80 mio. EUR
6. Zinedine Zidane iz Juventusa: 77,5 mio. EUR
7. James Rodriguez iz Monaca: 75 mio. EUR
8. Kaká iz Milana: 67 mio. EUR
9. Luka Jović iz Eintracht Frankfurta: 63 mio. EUR
10. Luis Figo iz Barcelone: 60 mio. EUR

## Stadion
Po selitvi na stadion se je ekipa leta 1912 preselila v Campo de O'Donnell, kjer je ostala 11 let. V tem obdobju se je klub preselil za eno leto v Campo de Ciudad Lineal, ki je majhen stadion z zmogljivostjo 8.000 gledalcev. Po tem se je Real Madrid preselil v Estadio Chamartín, ki je bil 17. maja 1923 slovesno odprt s tekmo proti Newcastle Unitedu. Na tem stadionu, ki je gostil 22.500 gledalcev, je Real Madrid proslavil svoj prvi naslov španske lige. Leta 1943 se je novoizvoljeni predsednik Santiago Bernabéu odločil, da Estadio Chamartín ni dovolj velik za ambicije kluba, zato je bil 14. decembra 1947 zgrajen nov stadion. Santiago Bernabéu, ime kot je znano danes, ni bilo uporabljeno vse do leta 1955. Prvo tekmo na Bernabéuju je imel Real Madrid in portugalski klub Belenenses, zmagal pa je Real Madrid 3:1, prvi gol pa je dosegel Sabino Barinaga. 
Zmogljivost se je pogosto spreminjala, po širitvi leta 1953 je premogel celo 120.000 gledalcev. Od takrat je bilo zaradi posodobitev pravilnika več znižanj in sedaj ima zmogljivost  81.044 gledalcev. Napovedan je načrt za dodajanje vlečne strehe. Real Madrid ima četrti največ povprečnih obiskov evropskih nogometnih klubov, le za Borussio Dortmund, Barcelono in Manchester Unitedom.
Stadion je gostil finale evropskega prvenstva UEFA 1964, finale svetovnega pokala FIFA 1982, finale Evropskega pokala 1957, 1969 in 1980 ter finale UEFA Lige prvakov 2010. Stadion ima tudi svojo podzemno postajo Madrid po liniji 10 Santiago Bernabéu. Novembra 2007 je UEFA nadgradila status stadiona v Elite.
9. maja 2006 je bil v Real Madrid Cityju, kjer običajno trenira Real Madrid, slovesno odprt mali stadion Alfredo Di Stéfano.Tam je junija 2020 igrala prva ekipa med prenovo Santiaga Bernabeu. 

## Rivalstvo
Med najmočnejšimi moštvi v ligi pogosto obstaja rivalstvo, to pa še posebej velja v La Ligi, kjer je tekma med Real Madridom in Barcelono znana kot El Clásico. Od začetka lige sta bila kluba videti kot predstavniki dveh rivalskih regij v Španiji, Kataloniji in Kastili, pa tudi v dveh mestih. Rivalstvo odraža tisto, kar mnogi govorijo o političnih in kulturnih napetostih med Katalonci in Kastilčani, ki jih je en avtor videl kot ponovno uzakonitev španske državljanske vojne. Z leti je rekord za Real Madrid in Barcelono 97 zmag za Madrid, 96 zmag za Barcelono in 51 remijev.